# Limba romani
Limba romani (numită și rromani sau, în lucrări mai vechi, țigănească; autonim: romani ćhib) este limba vorbită de romi. Face parte din grupul indic, ramura indo-ariană a limbilor indo-europene. Cu cca. 5–6 milioane de vorbitori, este utilizată în țări de pe toate continentele, cei mai mulți în estul Europei. Limba este similară cu alte limbi din nordul Indiei (în special punjaba), regiune de unde se presupune că provin romii. 
Unii consideră că limba romani este un grup de dialecte, în timp ce alții cred că există mai multe limbi rromani înrudite. Potrivit publicației Ethnologue, șapte varietăți de romani sunt suficient de divergente pentru a fi considerate limbi de sine stătătoare. Cele mai mari dintre acestea sunt romani vlax (peste 500.000 de vorbitori), romani balcanică (în jur de 600.000 de vorbitori nativi) și rromani sinte (200.000 de vorbitori). Unele comunități rrome vorbesc limbi mixte bazate pe limba regiunii în care locuiesc, dar care păstrează vocabularul rromani. Aceste limbi sunt cunoscute de lingviști mai degrabă ca varietăți para-rromani, decât dialecte ale limbii romani propriu-zise. Diferențele dintre multele varietăți de rromani pot fi la fel de mari ca, de exemplu, diferențele dintre limbile slave.

## Istoric
Apartenența limbii rome la grupul indic a fost recunoscută la sfârșitul secolului al XVIII-lea în mod independent de mai mulți filologi (Carl Gotthilf Büttner, Johann Christian Christoph Rüdiger, Peter Simon Pallas, William Marsden) când au descoperit cca. 400 de rădăcini care au paralele în alte limbi din grupul indic. După unele ipoteze, limba romani s-a desprins din migrația indo-ariană principală înainte de pătrunderea pe subcontinentul indian. Ea se aseamănă cu multe limbi indice moderne, indicând că limba romani datează probabil din timpuri post-sanscritice. Dacă se compară morfologia sanscritei și morfologia limbii romani se observă asemănări în terminațiile verbelor, declinarea substantivelor sau sufixele primite de adjective.
Există două curente principale cu privire la originea teritorială a limbii romani. Unul dintre ele susține că provine din partea de nord-vest a Indiei sau având origine dardică. John Sampson, unul din susținătorii acestui curent, afirmă că părăsirea acelor ținuturi a avut loc la sfârșitul secolului al IX-lea e.n. Acesta a publicat în 1926 studiul Dialectul țiganilor din Țara Galilor. Sampson, bibliotecar al Universității din Liverpool, a strâns materialul pentru elaborarea studiului începând din 1894. Celălalt curent, reprezentat de Sir Ralph Lilley Turner, cu o argumentație mult mai convingătoare, susține că limba romani aparținea inițial grupului central de limbi și că trăsăturile fonologice și lexicale dardice sau nord-vestice sunt rezultatul unei migrații ulterioare, probabil înainte de anul 250 î.e.n., din zona centrală către nord-vest. Totuși, în urma unor cercetări recente, lingvistul american Terrence Haufmann susține că proto-rromii au pătruns în teritoriile iraniene înainte de anul 300 î.e.n. probabil din cauza incursiunilor lui Alexandru cel Mare în nord-vestul Indiei în anii 327–326 î.e.n.
Primele cuvinte scrise în romani datează din anul 1547, când englezul Andrew Borde publică în The Fyrst Boke of the Introduction of Knowledge sub forma unor mostre de „grai egiptean” treisprezece expresii uzuale în limba romani, folosindu-se de cunoștințele superficiale ale unui informator. 

## Alfabet
Deși limba romani este folosită în principal ca limbă orală, unii romi scriu în romani. Este scrisă în principal în alfabetul latin și, într-o oarecare măsură, în alfabetul grec, chirilic, arab și devanagari. Romani a fost scrisă pentru prima dată în secolul al XVI-lea, odată cu redactarea unor liste de cuvinte de către învățați non-romi, cum ar fi Andrew Borde. De atunci, de-a lungul secolelor au apărut unele convenții ortografice, cea mai cunoscut și acceptată este convenția propusă de IRU (Uniunea Internațională a Romilor) adoptată în anul 1991, în cadrul celui de al IV-lea congres.

### Alfabetul romani pan-vlax
Majoritatea lingviștilor aderă la un sistem numit de Ian Hancock „pan-vlax”.
| Grafem | Fonem | Exemplu                   |
| ------ | ----- | ------------------------- |
| A a    | /a/   | akana acum                |
| B b    | /b/   | barvalo bogat             |
| C c    | /c/   | cìrdel (el) trage         |
| Č č    | /tʃ/  | čačo adevărat             |
| Čh čh  | /tʃʰ/ | čhavo băiat               |
| D d    | /d/   | dorjav râu                |
| Dž dž  | /dʒ/  | džukel câine              |
| E e    | /e/   | ertimos iertare           |
| F f    | /f/   | foros oraș                |
| G g    | /g/   | gad cămașă                |
| H h    | /h/   | harmasari armăsar         |
| I i    | /i/   | dicha vezi (excl.)        |
| J j    | /j/   | jag foc                   |
| K k    | /k/   | kaj unde                  |
| Kh kh  | /kʰ/  | kham însorit              |
| L l    | /l/   | lašo bun                  |
| M m    | /m/   | manuš bărbat              |
| N n    | /n/   | nav nume                  |
| O o    | /o/   | oxto opt                  |
| P p    | /p/   | pekel (el) coace prăjește |
| Ph ph  | /pʰ/  | phabaj măr                |
| R r    | /r/   | rakli fată                |
| S s    | /s/   | somnakaj aur              |
| Š š    | /ʃ/   | šukar frumos              |
| T t    | /t/   | tahtai ceașcă             |
|        |       |                           |
| U u    | /u/   | vušt buză                 |
| V v    | /ʋ/   | voro văr                  |
| X x    | /x/   | xarano înțelept           |
| Z z    | /z/   | zèleno verde              |
| Ž ž    | /ʒ/   | žoja joi                  |

## Standardizare
În unele țări, precum România, Suedia sau Serbia, s-au făcut eforturi de standardizare a limbii rrome. În România, eforturile de standardizare sunt în primul rând rezultatul muncii lui Gheorghe Sarău, care a alcătuit o variantă purificată a limbii rrome, folosită acum în învățământ.
Alfabetul folosit în România pentru scrierea limbii rrome este de bază latină, cu câteva caractere speciale.